# Crockerella evadne
Crockerella evadne é uma espécie de gastrópode do gênero Crockerella, pertencente à família Clathurellidae.